# Small press
La dénomination américaine small press (pluriel small presses) (« petit éditeur », litt. petite presse) est souvent utilisée pour décrire les éditeurs qui ont des ventes annuelles inférieures à un certain niveau. De façon générale, aux États-Unis, cela atteint moins de 50 millions $US après le retour des invendus et de différentes promotions.
Small press est aussi défini comme un éditeur ne publiant pas plus de 10 titres dans l'année, bien que quelques maisons réussissent à en sortir davantage.
La dénomination est souvent employée en lieu et place de independent press(es) ou indie press(es) (« éditeur indépendant »).